# Sinus Fidei

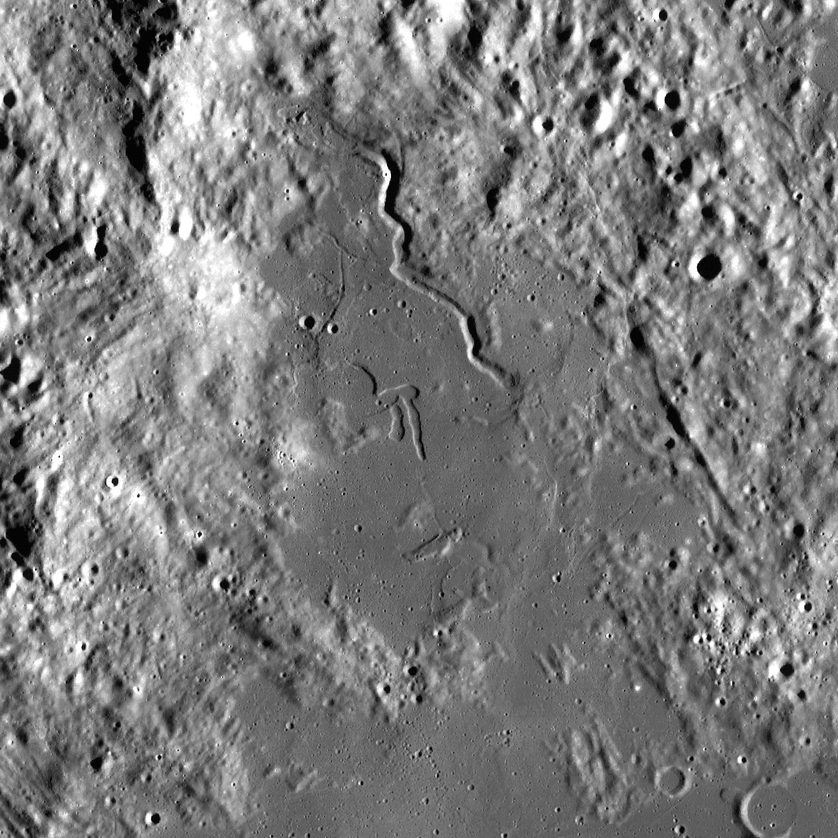
Vue du golfe de la Foi.

Le Sinus Fidei (en latin : Golfe de la Foi), est une mare lunaire située au nord de la Mare Vaporum et au sud du cratère Conon. Le Sinus Fidei est bordé au nord-ouest par le massif montagneux des Montes Alpes. Dans son voisinage oriental s'étend le Lacus Felicitatis.
Son nom lui fut donné en 1976 par l'union astronomique internationale.
Les données sélénographiques sont 18, 2. Son diamètre est d'environ 70 kilomètres.
Sa surface est recouverte par une couche de lave basaltique. 